# Rue Saint-Georges (Lyon)
Pour les articles homonymes, voir Rue Saint-Georges.
La rue Saint-Georges est une rue piétonne pavée du quartier du Vieux Lyon, dans le 5e arrondissement de Lyon.

## Situation et accès
Elle est la rue principale du quartier du même nom. Elle relie la rue Tramassac à la rue de la Quarantaine, dans le sens nord-sud.
Ce site est desservi par la station de métro Vieux Lyon - Cathédrale Saint-Jean.

## Origine du nom
Cette rue porte le nom de la première église Saint-Georges fondé par Sacerdos au VIe siècle qui avait été construite dans cette rue.

## Historique
La rue Saint Georges existait durant l'époque médiévale et plusieurs traboules y prennent naissance et y aboutissent,. Elle est représentée dans le Plan scénographique de Lyon (vers 1550),.
Deux personnes furent tuées dans un effondrement le 4 octobre 1935[réf. souhaitée].

## Bâtiments remarquables et lieux de mémoire
- Église Saint-Georges de Lyon
- Square Valencio
- Musée des Automates du Vieux Lyon

## Cinéma
La rue Saint-Georges a servi de lieu de tournage, en 2015 au feuilleton policier de Charlotte Brandström Disparue.